# Сабынды
Сабынды (каз. Сабынды) — село в Коргалжынском районе Акмолинской области Казахстана. Административный центр Сабундинского сельского округа. Код КАТО — 116047100.

## География
Село расположено в восточной части района, на расстоянии примерно 49 километров (по прямой) к северо-востоку от административного центра района — села Коргалжын.
Абсолютная высота — 344 метров над уровнем моря.
Климат холодно-умеренный, с хорошей влажностью. Среднегодовая температура воздуха положительная и составляет около +4,5°С. Среднемесячная температура воздуха в июле достигает +20,9°С. Среднемесячная температура января составляет около -14,3°С. Среднегодовое количество осадков составляет около 405 мм. Основная часть осадков выпадает в период с июня по июль.
Ближайшие населённые пункты: село Алгабас — на юго-западе, село Караегин — на западе, село Оразак — на востоке, село Кенбидаик — на юге.
Севернее села проходит автодорога Р-2 «Астана — Коргалжын» (с подъездом к Коргалжынскому заповеднику), от которого отходит автодорога областного значения — КС-16 «Коргалжын — Арыкты — Сабынды» проходящий через село.

### Улицы[4]
- микрорайон Калкабека Шымырулы,
- ул. Абая Кунанбаева,
- ул. Ануарбека Усенова,
- ул. Водопроводная,
- ул. Гоголя,
- ул. Карл Маркса,
- ул. Керимжана Кошмаганбета,
- ул. Первомайская,
- ул. Толена Жумабаева,
- ул. Туяк Камелова,
- ул. Юрий Гагарина.

Всего — 10 улиц, 1 микрорайон.

## Население
В 1989 году население села составляло 2557 человек (из них казахи — 67%).

В 1999 году население села составляло 1815 человек (908 мужчин и 907 женщин). По данным переписи 2009 года, в селе проживало 1300 человек (669 мужчин и 631 женщина).
| Численность населения | Численность населения | Численность населения |
| 1989                  | 1999                  | 2009                  |
| --------------------- | --------------------- | --------------------- |
| 2557                  | ↘1815                 | ↘1300                 |